# Street Life
Street Life – drugi album koncertowy zespołu The Kelly Family, wydany w 1992 roku.

## Lista utworów[1]
1. „House On The Ocean” (śpiew: Paddy) – 3:32
2. „Little Boy” (śpiew: Paddy) – 2:57
3. „Life” (śpiew: Patricia) – 2:51
4. „Crazy” (śpiew: Barby, Kathy) – 2:56
5. „Hey Mr. Big Time” (śpiew: Joey, Paddy) – 3:42
6. „Maccaroni” (śpiew: Paddy) – 2:34
7. „Break Free” (śpiew: Barby, Angelo) – 2:13
8. „Stranger” (śpiew: Angelo) – 2:16
9. „Crisis” (śpiew: Paddy) – 2:53
10. „Gran-Mama” (śpiew: Paddy, Barby) – 3:53
11. „Chicken Pies” (śpiew: Paddy) – 2:47
12. „Silver & Gold” (śpiew: John, Paddy) – 2:56
13. „Hey Dideldey” (śpiew: Barby, Paddy, Maite, Angelo) – 3:18
14. „A Hard Days Night” (śpiew: Jimmy, John, Angelo) – 2:30
15. „Thrills” (śpiew: Jimmy, Paddy) – 2:32
16. „Key To My Heart” (śpiew: Paddy, Joey) – 3:27

### Utwory bonusowe
W edycji „wzmocnionej” dodano teledysk do piosenki „Hey Mr. Big Time”.